# Chiesa Madre (Barrafranca)
La Chiesa Madre di Barrafranca è una chiesa cattolica appartenente alla diocesi di Piazza Armerina, in Sicilia ed è dedicata a Maria Santissima della Purificazione.

## Storia
L'inizio della sua edificazione risale al 1728 "ad opera degli intagliatori Ignazio Vannelli, Ignazio Mazio, Antonio La Rosa e Antonino Arena tutti di Piazza Armerina" Secondo lo storico locale Sacerdote Luigi Giunta, l'attuale edificio sorge "nell'area della preesistente Chiesa di San Sebastiano" che al tempo dell'edificazione dell'attuale chiesa era stata del tutto demolita. A giudizio del Vicari invece la Chiesa di San Sebastiano non venne completamente demolita e parti di essa sono state inglobate nella nuova costruzione, come si poteva evincere fino a poco tempo prima della pubblicazione dell'opera del Vicari, dalla persistenza delle antiche mura ancora visibili nel lato sud dell'attuale Chiesa.
La costruzione dell'intero edificio della Chiesa si protrasse fino al 1775, anno in cui si completò anche l'elevazione del campanile, iniziato nel 1744, molto probabilmente "come continuazione di quello vecchio della chiesa di S. Sebastiano" La facciata, opera del capo maestro Giovanni Scarpulla e dell'intagliatore Montes, che eseguì il portale, venne costruita a partire dal 1830, su progetto dell'architetto Barrese Giuseppe Ciulla, e completata nel 1840.
Nel 1903 fu eretta a parrocchia sotto il titolo di Maria Santissima della Purificazione.
Durante la Seconda Guerra Mondiale, il bombardamento aereo su Barrafranca del luglio 1943, distrusse la navata centrale, la navata di sinistra e la parte nord del transetto. I lavori di restauro, affidati ai fratelli Scarpulla, iniziarono nel 1946 dalla ricostruzione della cupola per essere completati, con il rifacimento delle due navate danneggiate, dei tetti e delle colonne, nel 1947. All'anno successivo risalgono i lavori di pavimentazione e la riparazione della volta centrale.
L'attuale conformazione dell'edificio, con il rifacimento degli stucchi danneggiati e la creazione ex novo di quelli della navata centrale ad opera di Giuseppe Puzzangara, è risalente al 1965. Negli anni 1978-80 si è proceduto al consolidamento delle fondamenta e al rifacimento della pavimentazione con lastre marmoree.
Nel 2019, su richiesta del sindaco Fabio Accardi, sono stati concessi poco meno di 753.000 euro dall'Assessorato Regionale delle Infrastrutture, per il restauro della facciata e del campanile e per la demolizione di due ale di aule costruite sulle navata laterali, che alterano gli originali volumi esterni dell'edificio.

## Facciata
La facciata, divisa in due livelli da un marcapiano in pietra arenaria e coronata da un timpano triangolare, è scandita verticalmente da un doppio ordine di lesene, sempre in arenaria. Quelle al primo livello hanno capitello tuscanico, quelle superiori ionico, una scelta che rimanda alla tradizione classica. Due raccordi ricurvi congiungono il primo livello, largo quanto le tre navate della chiesa, al livello superiore, corrispondente in larghezza alla sola navata centrale. Uno zoccolo in pietra, interrotto da piedistalli in corrispondenza delle lesene, avvolge l’intero edificio. Il portale con timpano curvo spezzato di gusto barocco emerge dalla partitura muraria in mattoni a facciavista, rialzato rispetto al livello stradale da una scalinata che riproduce quella originale. È tipicamente barocca anche la decorazione con vasi posti sopra il timpano. Tuttavia l’effetto complessivo rimanda alla sobrietà del linguaggio neoclassico.

## Campanile

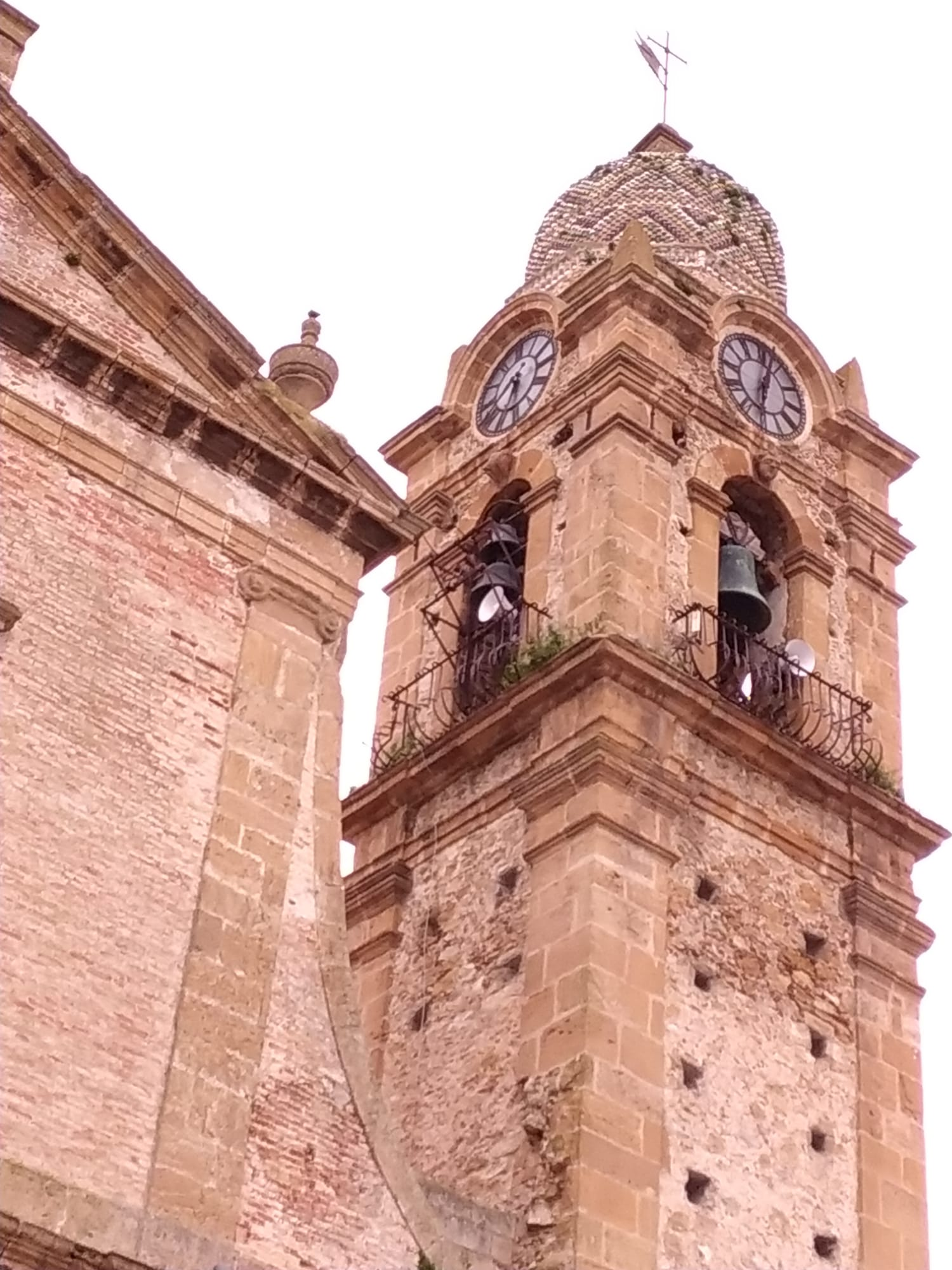

Il campanile, sul lato destro della facciata, è integrato alla stessa struttura e ne ripete gli elementi decorativi come le lesene e le cornici marcapiano. La cella campanaria, aperta sui quattro lati con alti archi chiusi da ringhiere a petto d’oca, è caratterizzata dal cornicione mistilineo che ingloba gli orologi. Il campanile si conclude in alto con una cupoletta decorata con dischetti di maiolica colorata disposti a formare un motivo a zig zag.

## Interno
L’interno, suddiviso in tre navate con transetto, è ritmato dalle robuste colonne con capitello baccellato e archi a tutto sesto. Una cornice fortemente aggettante separa la navata dalla volta a botte lunettata in cui si aprono le finestre. 

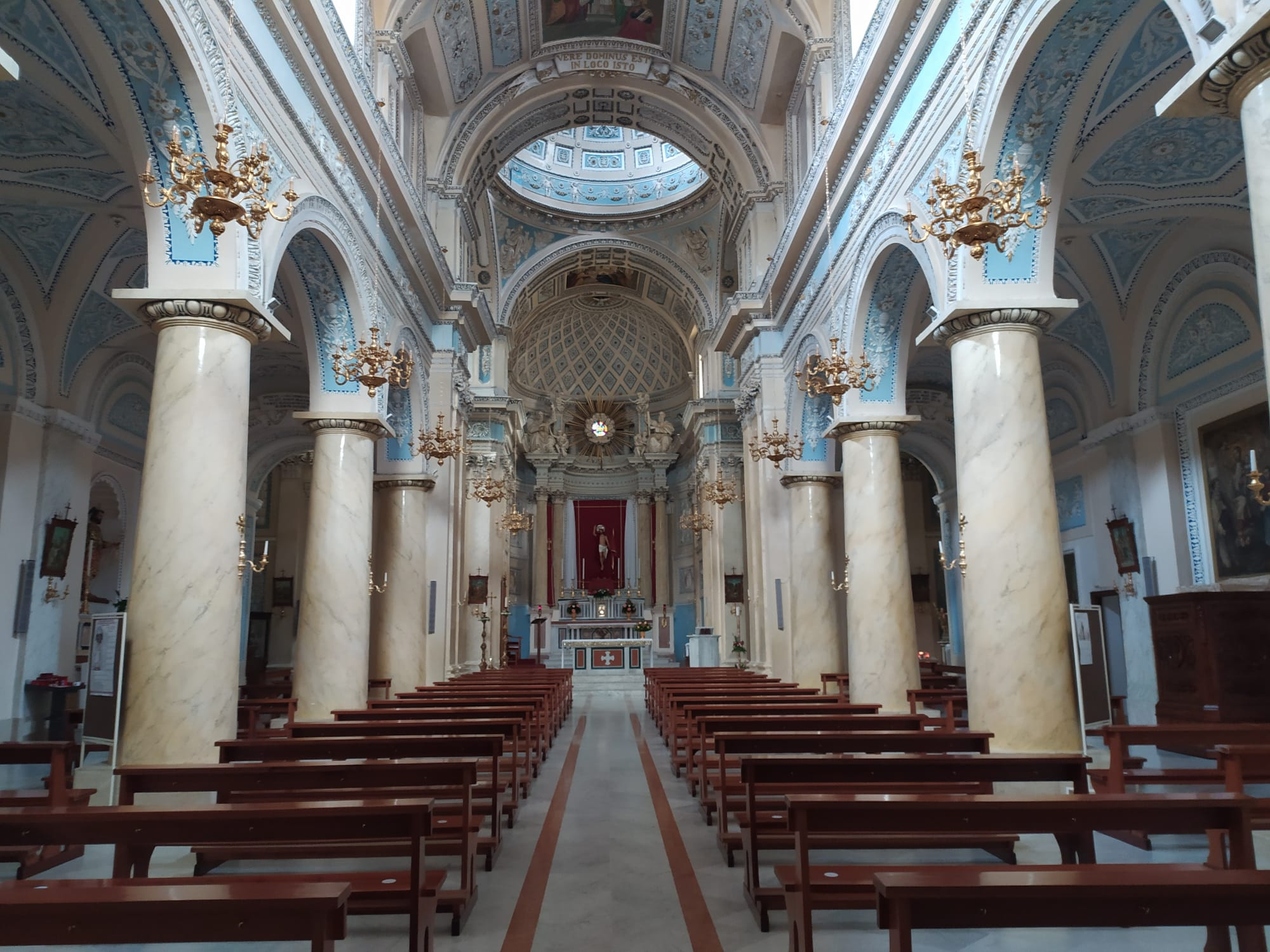
Navata centrale della Chiesa della Santissima Purificazione di Barrafranca

Le pareti delle navate laterali e le volte a crociera che le chiudono superiormente, gli intradossi degli archi, le pareti della navata centrale e la superficie della volta sono decorati con motivi neoclassici a grottesche realizzati in stucco a rilievo su fondo celeste. Affreschi figurativi occupano la partitura centrale della volta.
Una cupola su pennacchi occupa l’incrocio tra i bracci della navata e del transetto. Il coro, al di là della cupola, è chiuso in alto da un catino absidale decorato a losanghe e da un grande tabernacolo barocco con colonne corinzie binate e gruppi scultorei sopra la cornice. In alto al centro un oculo contornato da nubi e raggi dorati riproduce il modello della Gloria di Bernini in San Pietro. Il risultato è uno spazio equilibrato non privo di una certa solennità.